# Alcubilla de Nogales
Alcubilla de Nogales – gmina w Hiszpanii, w prowincji Zamora, w Kastylii i León, o powierzchni 13,67 km². W 2011 roku gmina liczyła 145 mieszkańców.